# 海南红豆
海南红豆（学名：Ormosia pinnata）为豆科蝶形花亚科红豆属的一种植物。

## 分布
产中国广东西南部、广西南部、海南。生于中海拔及低海拔的山谷、山坡、路旁森林中。模式标本采自海南。越南、泰国也有分布。

## 形态
常绿乔木或灌木，高3-18米，树皮灰色或灰黑色；木质部有粘液。幼枝被淡褐色短柔毛，渐变无毛。奇数羽状复叶，薄革质，披针形。圆锥花序顶生，花冠粉红色而带黄白色，荚果长3-7厘米，宽约2厘米，有种子1-4粒；种子椭圆形，长15-20毫米。花期7-8月。
- 奇数羽状复叶，薄革质，披针形